# 徐筠
徐筠（1981年5月9日—），中华人民共和国山东省青岛人，著名影视演员。

## 主要作品

### 电影
- 《甬城之爱》：向喻宁（高厉强导演）
- 《暖冬》
- 《绝对隐私》之《渴望一份珍爱的感觉》
- 《我的左手》
- 《袁隆平》
- 《燃烧的生命》
- 《阻击克隆卡》
- 《彩票也疯狂》
- 《海洋朋友》
- 《桑桑和小猫》
- 《东方角斗士》
- 《情感意外》
- 《风雨十二年》

### 电视
- 《青天衙門》
- 《我的女儿我的泪》
- 《逐日英雄》
- 《大校的女儿》
- 《眼中钉》
- 《天下归心》
- 《寻你到天涯》
- 《百媚千娇》
- 《姑苏十二娘》
- 《传说》
- 《荣归》
- 《蝶变》
- 《天使在人间》
- 《我的青春我的梦》
- 《孔雀河》
- 《侠影仙踪》
- 《又见花儿开》
- 《金剑雕翎》
- 《守候阳光》
- 《蛇年警官》
- 《红楼丫头》
- 《奇人奇案》

## 获奖
- 第13届华表优秀新人女演员奖
- 华表最佳新人奖提名
- 电影凤凰奖优秀女主角